# Namiestnik
Namiestnik (polsky namiestnik Królestwa Polskiego, rusky наместник Царства Польского) je polský výraz pro místodržitele (guvernéry) Kongresového Polska pod ruskou nadvládou v letech 1815 až 1874 nebo místokrál ruských carů, kteří byli tehdy zároveň polskými králi.  
V letech 1874 až 1914, kdy se Kongresové Polsko nazývalo také země nad Vislou (německy Weichselland), používal se pro carské guvernéry výraz varšavský generální guvernér (polsky generał-gubernator warszawski). 

## Dějiny
Úřad namiestnika byl zaveden ve 3. článku Ústavy Polského království. Místokrálové byli vybíráni ruským carem z řad zástupců ruské nebo polské šlechty, s výjimkou naturalizovaných osob. Namiestnik dohlížel na veřejnou správu, předsedal Kongresové radě v Polsku a měl právo vetovat její rozhodnutí. Jmenoval většinu vlády (ministry, senátory, hlavní soudce, radní, advokátní koncipienty, biskupy a arcibiskupy), neměl však žádné kompetence ve finanční správě ani zahraniční politice. V případě nemožnosti vykonávat úřad z důvodu rezignace či úmrtí plnil jeho povinnosti dočasně předseda státní rady. 
Po lednovém povstání v roce 1863 se posledním namiestnikem stal Friedrich Wilhelm Rembert von Berg, jenž zastával tento úřad až do své smrti v roce 1874. Jeho nástupci byli generální guvernéři Varšavy, resp. vojenského okrsku Varšava, nicméně v interní korespondenci carského soudu byl stále označován jako namiestnik. Generální guvernér byl přímo podřízen carovi a měl mnohem větší pravomoci než namiestnik. Ovládal celou krajskou armádu a mohl nařizovat rozsudky smrti bez soudního řízení.

## Místokrálové Kongresového Polska
- Józef Zajączek (1815–1826)

- 1826–1831: úřad neobsazen

- Ivan Fjodorovič Paskevič (1831–1855)

- Michail Dmitrijevič Gorčakov (1855 – 3. května 1861)

- Nikolaj Onufrievič Suchozanet (16. května 1861 – 1. srpna 1861)

- Karl Karlovič Lambert (1861)

- Nikolaj Suchozanet (11. – 22. října 1861)

- Alexandr Nikolajevič von Lüders (listopad 1861 – červen 1862)

- Konstantin Nikolajevič Ruský (červen 1862 – 31. října 1863)

- Friedrich Wilhelm Rembert von Berg (1863–1874)

## Generální guvernéři Varšavy
- Paul Demetrius von Kotzebue (1874–1880)

- Pjotr Pavlovič Albedinskijj (1880–1883)

- Josif Vladimirovič Gurko (1883–1894)

- Pavel Andrejevič Šuvalov (1894–1896)

- Alexandr Konstantinovič Imeretinskij (1896–1900)

- Michail Ivanovič Čertkov (1900–1905)

- Konstantin Klavdjevič Maximovič (1905)

- Georgi Antonovič Skalon (1905–1914)

- Jakov Grigorjevič Žilinskij (1914)

- Pavel Nikolajevič Jengalyčev (1914–1915)